# 거친털주머니생쥐
거친털주머니생쥐(Chaetodipus hispidus)는 주머니생쥐과에 속하는 설치류의 일종이다. 북아메리카 그레이트플레인스의 토착종이다. 거친털주머니생쥐속에 속한다.

## 분포
거친털주머니생쥐는 노스다코타주 남부 지역부터 멕시코 중부까지, 서쪽으로 미주리강부터 로키산맥 구릉 지대까지 그레이트플레인스에 걸쳐 발견된다. 캔자스주 또는 미주리주와 같은 동쪽 지역에서는 발견되지 않는다.